# Leishmania tropica
Leishmania tropica é uma espécie de protozoário flagelado da família Trypanosomatidae. A espécie é o agente etiológico da leishmaniose cutânea do Velho Mundo.
A espécie foi descrita em 1903 por James Horner Wright como Helcosoma tropica. Em 1906, Max Lühe recombinou a espécie para Leishmania tropica.